# Nicolas Morice
Nicolas Morice (né le 10 décembre 1774 à Lorient où il est mort le 16 avril 1848) est un officier de la marine française. Il participe à la bataille de Grand Port, l'une des rares victoires navales françaises du Premier Empire.

## Carrière

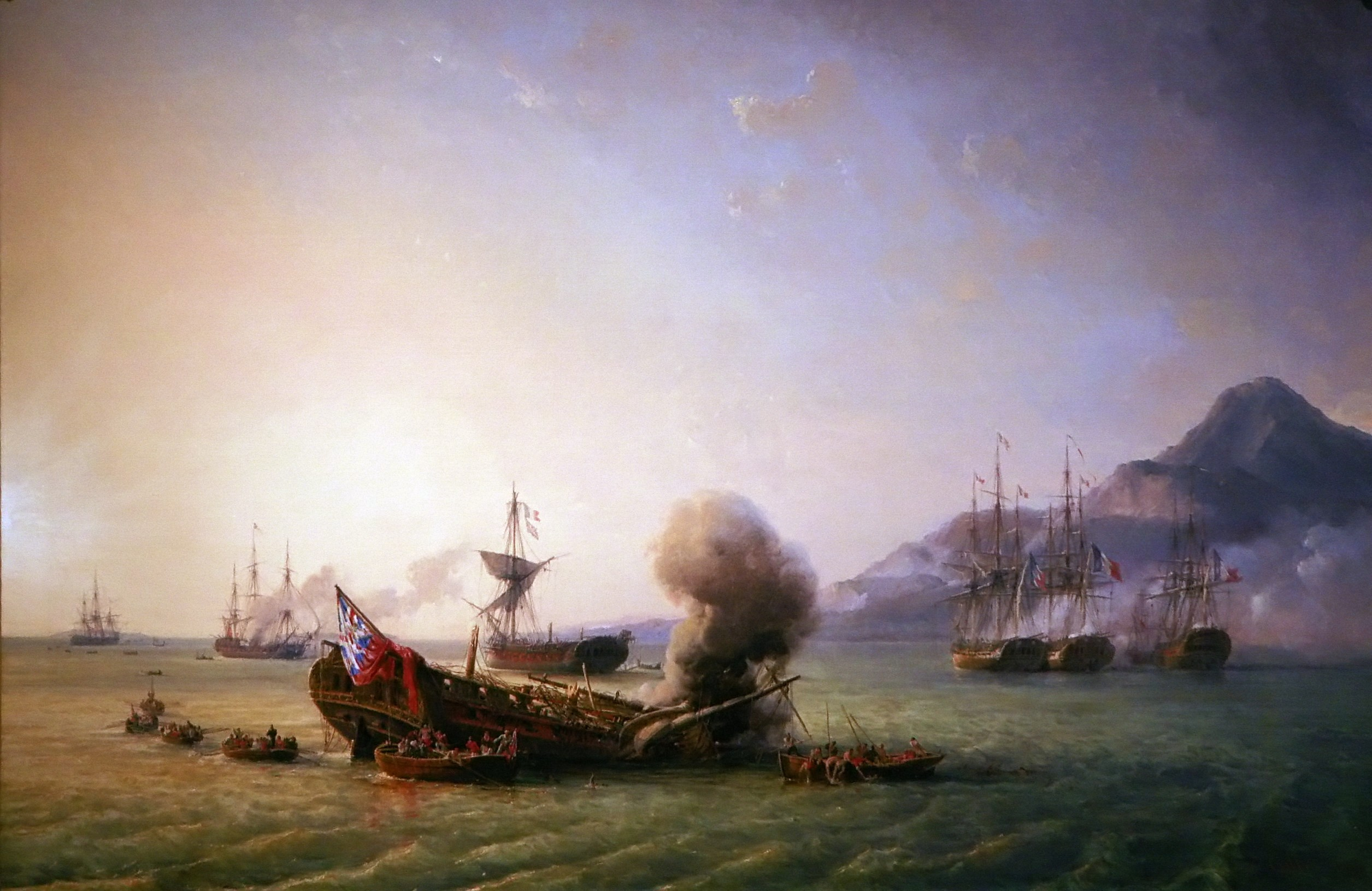
Le combat de Grand Port, huile sur toile de Pierre-Julien Gilbert
Musée national de la Marine, Paris.

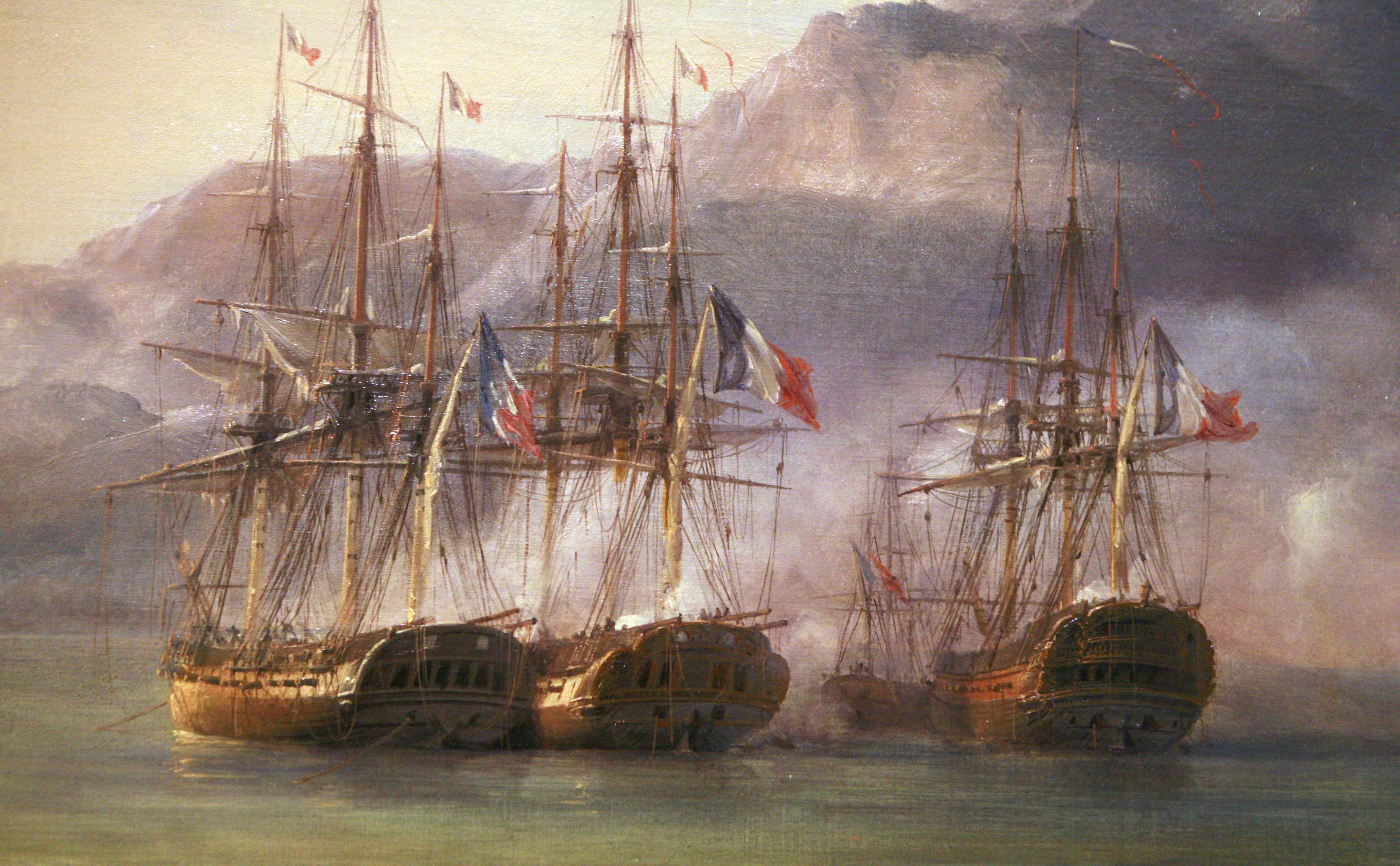
Détail du Combat de Grand Port de Pierre Julien Gilbert avec (de gauche à droite) la Bellone, la Minerve et le Victor.

Nicolas Morice devient enseigne en 1796, puis lieutenant en 1803. Il participe à la bataille de Grand Port en 1810, l'une des rares victoires navales françaises des guerres napoléoniennes.
En 1810, il est promu commandant. Il prend le commandement de la frégate Andromaque, faisant partie d'un escadron de raids commerciaux dans l'Atlantique, avec l'Ariane, sous les ordres de Jean-Baptiste-Henri Féretier. L'Andromaque est détruite à son retour à Lorient après avoir pris feu lors d'un duel d'artillerie avec le HMS Northumberland de 74 canons lors du combat du 22 mai 1812. Feretier et Morice sont traduits en cour martiale pour la perte de leurs navires, déchus de leur grade et interdits de commander un navire pendant trois ans. Ils sont cependant rapidement réintégrés.
Morice est promu capitaine de première classe en 1827.
Il meurt le 16 avril 1848 à 73 ans.

## Honneurs
- Légion d'honneur[2]
- Ordre royal et militaire de Saint Louis en 1814.